# Евтим Арсов
Евтим Арсов е български политик от Българския земеделски народен съюз (БЗНС).

## Биография
Евтим Арсов е роден на 20 октомври 1914 година в село Враня стена, Радомирска околия. Учи в родното си село и в Трекляно и завършва Кюстендилската гимназия, а от 1938 година следва право в Софийския университет „Свети Климент Охридски“. По това време се включва активно в дейността на забранения БЗНС, а след Деветосептемврийския преврат от 1944 година става организационен секретар на Земеделския младежки съюз.
На 23 май 1945 година, деня на бягството на земеделския лидер Г. М. Димитров от домашен арест, Арсов е арестуван и през следващите месеци е подложен на изтезания. През лятото на следващата година е съден, заедно с Димитров и други земеделски лидери, като е обвинен от властите в създаване на терористични групи за саботажи и убийства на комунисти. Осъден на три години затвор, след изтичането на присъдата е изпратен за още осем месеца в концентрационния лагер „Белене“. През 1952 година отново е арестуван и е съден в показен процес срещу лидери на БЗНС, като получава смъртна присъда, заменена по-късно с 20 години затвор. Многократно подлаган на мъчения, той до последно отказва да сътрудничи на режима.
На 4 февруари 1959 година Евтим Арсов умира след тежки изтезания в Пазарджишкия затвор. Според версията на затворническата администрация се обесва сам.